# Elijah Adebayo
Elijah Anuoluwapo Oluwaferanmi Oluwatomi Oluwalana Ayomikulehin Adebayo (Brent, 7 de enero de 1998) es un futbolista profesional inglés que juega como delantero en el Luton Town F. C. de la League One.

## Carrera
Adebayo se unió al Fulham en el sub-19 y pasó estuvo a préstamo en Slough Town y Bognor Regis Town. Fue cedido al Cheltenham Town en enero de 2018.
El 7 de julio de 2018, Adebayo se unió al Swindon Town de la League Two cedido por una temporada. El 31 de enero de 2019 se marcha cedido al Stevenage.
Fue liberado por el Fulham al final de la temporada 2018-19. Tras esto, fichó por Walsall en junio de 2019.
El 1 de febrero de 2021, Adebayo fichó por el Luton Town del Championship. Marcó en su primera titularidad en un empate 1-1 contra Millwall el 23 de febrero de 2021.

## Vida personal
Adebayo nació en Inglaterra y es de ascendencia nigeriana.

## Estilo de juego
Principalmente delantero, Adebayo también ha jugado como defensa central.

## Estadísticas
| Club                     | Season       | League                           | League | League | FA Cup | FA Cup | EFL Cup | EFL Cup | Other | Other | Total | Total |
| Club                     | Season       | Division                         | Apps   | Goals  | Apps   | Goals  | Apps    | Goals   | Apps  | Goals | Apps  | Goals |
| ------------------------ | ------------ | -------------------------------- | ------ | ------ | ------ | ------ | ------- | ------- | ----- | ----- | ----- | ----- |
| Fulham                   | 2016–17      | Championship                     | 0      | 0      | 0      | 0      | 0       | 0       | 0     | 0     | 0     | 0     |
| Fulham                   | 2017–18      | Championship                     | 0      | 0      | 0      | 0      | 0       | 0       | 0     | 0     | 0     | 0     |
| Fulham                   | 2018–19      | Premier League                   | 0      | 0      | 0      | 0      | 0       | 0       | —     | —     | 0     | 0     |
| Fulham                   | Total        | Total                            | 0      | 0      | 0      | 0      | 0       | 0       | 0     | 0     | 0     | 0     |
| Slough Town (cedido)     | 2016–17      | Southern League Premier Division | 6      | 1      | 0      | 0      | —       | —       | 5     | 5     | 11    | 6     |
| Cheltenham Town (cedido) | 2017–18      | League Two                       | 7      | 2      | 0      | 0      | 0       | 0       | 0     | 0     | 7     | 2     |
| Swindon Town (cedido)    | 2018–19      | League Two                       | 25     | 5      | 2      | 0      | 1       | 0       | 2     | 0     | 30    | 5     |
| Stevenage (cedido)       | 2018–19      | League Two                       | 2      | 0      | 0      | 0      | 0       | 0       | 0     | 0     | 2     | 0     |
| Walsall                  | 2019–20      | League Two                       | 30     | 8      | 2      | 0      | 1       | 0       | 4     | 0     | 37    | 8     |
| Walsall                  | 2020–21      | League Two                       | 25     | 10     | 1      | 0      | 1       | 0       | 1     | 0     | 28    | 10    |
| Walsall                  | Total        | Total                            | 55     | 18     | 3      | 0      | 2       | 0       | 5     | 0     | 65    | 18    |
| Luton Town               | 2020–21      | Championship                     | 18     | 5      | —      | —      | —       | —       | —     | —     | 18    | 5     |
| Luton Town               | 2021–22      | Championship                     | 40     | 16     | 1      | 1      | 0       | 0       | 1     | 0     | 42    | 17    |
| Luton Town               | 2022–23      | Championship                     | 39     | 7      | 4      | 2      | 0       | 0       | —     | —     | 43    | 9     |
| Luton Town               | Total        | Total                            | 97     | 28     | 5      | 3      | 0       | 0       | 1     | 0     | 103   | 31    |
| Career total             | Career total | Career total                     | 192    | 54     | 10     | 3      | 3       | 0       | 13    | 5     | 218   | 62    |